# Фабрицио Раванели
Фабрицио Раванели (итал. Fabrizio Ravanelli; 11. децембар 1968) је бивши италијански фудбалер и државни репрезентативац. Играо је на позицији нападача.

## Каријера
Свој фудбалски пут је започео 1986. у Перуђи и одиграо три одличне сезоне, где је постигао 41 гол на 90 утакмица. Године 1989. прелази у Авелино али се кратко задржава јер је послат на позајмицу у Казертану, где је био годину дана и убрзо се опет вратио у Авелино. Али ни у другом покушају не успева да се наметне у Авелину. Године 1990. прелази у Ређану, где проводи две добре сезоне.
Његов таленат приметили су скаути Јувентуса и у Торино стиже пред сезону 1992/93. Препознатљив по својој седој коси, Раванели је постао у Јувентусу један од најубојитијих нападача Европе, средином деведесетих. Играјући за Јувентус освојио је Скудето у сезони 1994/95, Куп Италије 1995, Суперкуп Италије 1995, Куп УЕФА 1993, и као највећи успех издваја се победа у финалу Лиге шампионе над амстердамским Ајаксом 1996. године.
Као његова најбоља партија у бело-црном дресу остаће упамћена утакмица против ЦСКА из Софије, 27. септембра 1994. године када је постигао свих 5 голова у победи од 5:1. Такође, у финалу Лиге шампиона 1996. постигао је водећи гол за Јувентус. На крају, када се сабере његов учинак у Старој дами добије се да је за четири сезоне, одиграо 111 утакмица и постигао 41 гол.
Након изузетно успешне четири године у Јувентусу, прелази у Премијер лигу Енглеске, тачније у Мидлсбро. Из периода када је бранио боје клуба са Риверсајд стадиона, остаће упамћен његов хет-трик против Ливерпула на отварању сезоне 1996/97. Помогао је Мидлсброу да дође до финала ФА купа и Лига купа 1997. године, али у ни у једном од ова два такмичења није забележена победа. То је била његова прва а уједно и једина сезона за Мидлсбро. За годину дана проведених у овом клубу забележио је сасвим солидан скор од 34 утакмице и 17 голова.
Пред сезону 1997/98. сели се у Француску, тачније на југ ове земље у град Марсељ, где потписује за Олимпик. Ту се задржао три сезоне и у 64 меча уписао 21 гол. То је било довољно водећим људима Лација да га доведу у своје редове пред почетак шампионске 2000. године за овај клуб из главног града Италије. Помогао је у освајању Скудета и Купа Италије са 4 гола у 27 утакмица.
До краја своје дуге и врло успешне каријере бранио је још боје Дерби каунтија, Дандија, а каријеру је завршио у тамо где је и започео - у Перуђи.
За репрезентацију Италије играо је четири године, од 1995. до 1999. и на 22 утакмице постигао је 8 голова. Био је члан тима на Европском првенству 1996. у Енглеској.

## Успеси

### Клупски
Јувентус
- Серија А (1): 1994/95.
- Куп Италије (1): 1994/95.
- Суперкуп Италије (1): 1995.
- Лига шампиона (1): 1995/96.
- Куп УЕФА (1): 1992/93.

Лацио
- Серија А (1): 1999/00.
- Куп Италије (1): 1999/00.

### Индивидуални
- Најбољи стрелац Купа Италије: 1994/95. (6 голова)[10]
- Најбољи стрелац Серије Ц2: 1987/88. (23 гола)[11]